# Mistrzostwa Świata w Narciarstwie Alpejskim 1987
29. Mistrzostwa świata w narciarstwie alpejskim odbywały się od 27 stycznia do 8 lutego 1987 roku w Crans-Montana (Szwajcaria). Były to siódme mistrzostwa świata w historii rozgrywane w Szwajcarii, ale pierwsze odbywające się w tej miejscowości (poprzednio Szwajcaria organizowała MŚ w latach: 1931, 1934, 1935, 1938, 1948 i 1974). Były to także pierwsze mistrzostwa świata, na których rozegrano supergigant. W klasyfikacji medalowej zwyciężyła reprezentacja Szwajcarii, która zdobyła też najwięcej medali – 14, w tym 8 złotych, 4 srebrne i 2 brązowe.

## Wyniki

### Mężczyźni
| Konkurencja             | Data        | Złoto             | Wynik   | Srebro            | Wynik   | Brąz            | Wynik   |
| Zjazd szczegóły         | 31 stycznia | Peter Müller      | 2:07,80 | Pirmin Zurbriggen | 2:08,13 | Karl Alpiger    | 2:08,20 |
| Supergigant szczegóły   | 2 lutego    | Pirmin Zurbriggen | 1:19,93 | Marc Girardelli   | 1:20,80 | Markus Wasmeier | 1:21,08 |
| Slalom gigant szczegóły | 4 lutego    | Pirmin Zurbriggen | 2:38,80 | Marc Girardelli   | 2:39,31 | Alberto Tomba   | 2:39,42 |
| Slalom szczegóły        | 8 lutego    | Frank Wörndl      | 1:54,63 | Günther Mader     | 1:54,82 | Armin Bittner   | 1:55,03 |
| Kombinacja szczegóły    | 8 lutego    | Marc Girardelli   | 28,27   | Pirmin Zurbriggen | 30,54   | Günther Mader   | 41,96   |

### Kobiety
| Konkurencja             | Data     | Złoto           | Wynik   | Srebro           | Wynik   | Brąz                | Wynik   |
| Zjazd szczegóły         | 1 lutego | Maria Walliser  | 1:43,80 | Michela Figini   | 1:44,11 | Regine Mösenlechner | 1:44,86 |
| Supergigant szczegóły   | 3 lutego | Maria Walliser  | 1:19,17 | Michela Figini   | 1:20,18 | Mateja Svet         | 1:20,23 |
| Slalom gigant szczegóły | 5 lutego | Vreni Schneider | 2:21,22 | Mateja Svet      | 2:21,78 | Maria Walliser      | 2:23,51 |
| Slalom szczegóły        | 7 lutego | Erika Hess      | 1:33,30 | Roswitha Steiner | 1:33,55 | Mateja Svet         | 1:34,39 |
| Kombinacja szczegóły    | 7 lutego | Erika Hess      | 15,32   | Sylvia Eder      | 18,66   | Tamara McKinney     | 24,41   |

## Tabela medalowa
| Lp. | Państwo           | złoto | srebro | brąz | razem |
| --- | ----------------- | ----- | ------ | ---- | ----- |
| 1   | Szwajcaria        | 8     | 4      | 2    | 14    |
| 2   | Luksemburg        | 1     | 2      | –    | 3     |
| 3   | RFN               | 1     | –      | 3    | 4     |
| 4   | Austria           | –     | 3      | 1    | 4     |
| 5   | Jugosławia        | –     | 1      | 2    | 3     |
| 6   | Włochy            | –     | –      | 1    | 1     |
| 6   | Stany Zjednoczone | –     | –      | 1    | 1     |